# Mistrzostwa Świata w Gimnastyce Artystycznej 1989
14. Mistrzostwa Świata w Gimnastyce Artystycznej odbyły się w dniach od 27 września do 1 października 1989 roku w Sarajewie. Zawody zostały zdominowane przez reprezentantki Związku Radzieckiego i Bułgarii, które podzieliły się wszystkimi srebrnymi i złotymi medalami. Trzykrotnie trzecie miejsce zajęła Hiszpania.

## Tabela medalowa
| Miejsce | Państwo   | Złoto | Srebro | Brąz | Razem |
| ------- | --------- | ----- | ------ | ---- | ----- |
| 1       | ZSRR      | 8     | 4      | 1    | 13    |
| 2       | Bułgaria  | 4     | 6      | 1    | 11    |
| 3       | Hiszpania | 0     | 0      | 3    | 3     |

## Medalistki
| Konkurencja:                          | Złoto:                                              | Srebro:                                                | Brąz:                             |
| Układy indywidualne                   |                                                     |                                                        |                                   |
| wielobój indywidualnie                | Aleksandra Timoczenko                               | Bianka Panowa                                          | Adriana Dounavska Oksana Skaldina |
| ćwiczenia ze skakanką                 | Bianka Panowa Oksana Skaldina Aleksandra Timoczenko |                                                        |                                   |
| ćwiczenia z obręczą                   | Bianka Panowa Oksana Skaldina Aleksandra Timoczenko |                                                        |                                   |
| ćwiczenia z piłką                     | Aleksandra Timoczenko                               | Adriana Dounavska Oksana Kostina Bianka Panova         |                                   |
| ćwiczenia ze wstążką                  | Oksana Skaldina                                     | Julia Baicheva Adriana Dounavska Aleksandra Timoczenko |                                   |
| Drużynowe układy zbiorowe             |                                                     |                                                        |                                   |
| wielobój                              | Bułgaria                                            | ZSRR                                                   | Hiszpania                         |
| ćwiczenia z maczugami                 | ZSRR                                                | Bułgaria                                               | Hiszpania                         |
| ćwiczenia z 3 obręczami i 3 wstążkami | Bułgaria                                            | ZSRR                                                   | Hiszpania                         |